# Shalom Harlow
Shalom Harlow (Oshawa, Ontario 5 de diciembre de 1973) es una supermodelo y actriz canadiense.

## Familia y primeros años
Harlow nació en Oshawa, Ontario, hija de Sandi Herbert y David Harlow. Su madre la llamó Shalom (שלום), significado de "paz" u "hola" en hebreo. Su padre tuvo varios trabajos como asistente social, agente inmobiliario e inversor financiero mientras su madre, Sandi Herbert, trabajaba con adultos con problemas mentales. Sus padres le permitieron experimentar el crecer en una 'comunidad hippie a las afueras de Toronto' y la familia pasaba tiempo a menudo en su casa de campo familiar construida por su tatarabuelo.
Desde el principio, Shalom tomó clases de ballet el cual más tarde decidió que no era para ella, como manifestó en un artículo de 2008 al New York Times, "Mi naturaleza rebelde siempre sale." En cambio, Shalom se interesó en ser bailarina de claqué porque le gusta el sonido que creaba. Shalom era apasionada en las artes desde una edad temprana lo cual más tarde le llevó a convertirlo en su carrera profesional.

## Carrera
Fue descubierta en un concierto de The Cure en Toronto y empezó a trabajar como modelo justo después del instituto. Desde entonces ha aparecido en numerosos portadas de revistas, editoriales y desfiles de moda, y apareció en películas y copresentó el programa de la MTV House of Style con su compañera supermodelo Amber Valletta. Fue la modelo favorita durante mucho tiempo de muchos diseñadores que encontraron que su look se traducía bien entre publicidad y alta costura. Es la primera ganadora del Premio Modelo del Año de Vogue/VH1. Harlow es la portavoz de la fragancia de Chanel Coco. Tiene dos hermanos más jóvenes, Chris y Nathan.
En julio de 2007, ganó un total de $2 millones durante los previos 12 meses, Forbes la nombró la décimo-tercera en la lista de las Supermodelos que más ganan.
En 2007, modeló para Jones New York, Tumi, Tiffany & Co, Nautica,  y Chloé. Al año siguiente, apareció en la campaña de primavera/verano de 2008 de Valentino, y luego fue presentada como la única modelo en la pasarela digital de Viktor & Rolfs del desfile primavera/verano de 2009. En 2012, apareció en el clip de Cartier L'Odyssée dirigido por Bruno Aveillan . Actualmente vive en Brooklyn, NY.

## Filmografía
- In & Out (1997), Sonya
- Cherry (1999), Leila Sweet
- Head Over Heels (2001), Jade
- Vanilla Sky (2001), Colleen
- Kate y Leopold (2001), Mujer (sin crédito)
- The Salton Sea (2002), Nancy
- Happy Here and Now (2002), Muriel
- How to Lose a Guy in 10 Days (2003), Judy Green
- I Love Your Work (2003), Charlotte
- Melinda and Melinda (2004), Joan
- Game 6 (2005), Paisly Porter
- The Last Romantic (2006), Christy Tipilton
- Alvin y las ardillas (2007), Criada

## Televisión
- House of Style (1996–1997), copresentadora
- When I Was a Girl (2001)
- The Jury (2004), Melissa Greenfield

## Impresión
- 1998 Calendario Pirelli, Junio